# Nunca
Nunca was een Belgisch Eurodanceproject rond de producers Patrick Claesen, beter bekend onder zijn artiestennaam Pat Krimson, en Andres Romero.
In 1999 en 2000 scoorde Nunca zijn enige hits. Hun optredens gingen steeds gepaard met een vuurspuwer. Het koppel Shauna (9 mei 1971) en Shane (19 juni 1970) waren het gezicht van de groep. Toen Krimson in september 2000 met zijn vriendin Ann Vervoort naar Ibiza verhuisde kwam er een einde aan de groep. Onder de naam Nunca Brothers werd met nieuwe gezichten in 2001 een weinig succesvolle doorstart gemaakt. Ook in 2004 was er met zangeres Kookaï (bekend van Temptation Island en danseres in de club van Krimson) een korte terugkeer onder de naam Nunca. Ook in 2011 werd met Secret Way opnieuw een single uitgegeven.

## Discografie
| Single met hitnotering(en) in de Vlaamse Ultratop 50 | Datum van verschijnen | Datum van binnenkomst | Hoogste positie | Aantal weken | Opmerkingen           |
| ---------------------------------------------------- | --------------------- | --------------------- | --------------- | ------------ | --------------------- |
| Ballistique                                          | 1995                  |                       |                 |              |                       |
| Guri Guri                                            | 1997                  |                       |                 |              |                       |
| House Of Doom                                        | 1999                  | 20-03-1999            | 5               | 17           | Pat Krimson '99 Remix |
| Movin' Train                                         | 1999                  | 03-07-1999            | 2               | 14           | Feat. Pat Krimson     |
| Voodoo                                               | 1999                  | 25-12-1999            | 9               | 14           | Feat. Pat Krimson     |
| Hypnothize                                           | 2000                  | 03-06-2000            | 26              | 6            |                       |
| Joy! (The Night Goes On & On ..)                     | 2001                  |                       |                 |              | als Nunca Brothers    |
| Secret Way                                           | 2011                  |                       |                 |              |                       |

| Single met eventuele hitnotering(en) in de Nederlandse Top 40 | Datum van verschijnen | Datum van binnenkomst | Hoogste positie | Aantal weken | Opmerkingen       |
| ------------------------------------------------------------- | --------------------- | --------------------- | --------------- | ------------ | ----------------- |
| Movin' Train                                                  | 1999                  | 09-10-1999            | 33              | 23           | Feat. Pat Krimson |
| Voodoo                                                        | 1999                  | 08-01-2000            | 52              | 6            | Feat. Pat Krimson |
| Hypnothize                                                    | 2000                  | 03-06-2000            | 88              | 1            |                   |